# Municipio de Tuscola (Míchigan)
El municipio de Tuscola (en inglés: Tuscola Township) es un municipio ubicado en el condado de Tuscola en el estado estadounidense de Míchigan. En el año 2010 tenía una población de 2082 habitantes y una densidad poblacional de 24,36 personas por km².

## Geografía
El municipio de Tuscola se encuentra ubicado en las coordenadas 43°20′58″N 83°38′17″O / 43.34944, -83.63806. Según la Oficina del Censo de los Estados Unidos, el municipio tiene una superficie total de 85.48 km², de la cual 84,93 km² corresponden a tierra firme y (0,64 %) 0,55 km² es agua.

## Demografía
Según el censo de 2010, había 2082 personas residiendo en el municipio de Tuscola. La densidad de población era de 24,36 hab./km². De los 2082 habitantes, el municipio de Tuscola estaba compuesto por el 98,22 % blancos, el 0,58 % eran afroamericanos, el 0,05 % eran amerindios, el 0,14 % eran asiáticos, el 0,43 % eran de otras razas y el 0,58 % eran de una mezcla de razas. Del total de la población el 1,25 % eran hispanos o latinos de cualquier raza.